# Tranquilize
"Tranquilize" é uma música da banda norte-americana de rock The Killers, com participação de Lou Reed, ex-Velvet Underground, que também ajudou a escrever a música. A música foi lançada na compilação de lados B e raridades lançada em 2007, intitulada Sawdust. Ela foi disponibilizada no iTunes no no dia 12 de Outubro de 2007. Há também uma edição limitada, em vinil, lançada no dia 5 de Novembro do mesmo ano, contendo a letra da música escrita à mão pelo vocalista Brandon Flowers em um dos lados.
Em 2008, a canção foi premiada no NME Awards como "melhor faixa Indie/Alternativa".

## Versões e faixas
Download Digital 
1. "Tranquilize" (com Lou Reed)

7"  Vinil" 
1. "Tranquilize" (com Lou Reed)

## Paradas musicais
| Paradas (2007)                 | Melhor posição |
| ------------------------------ | -------------- |
| Reino Unido (UK Singles Chart) | 13             |
| Áustria Singles Chart          | 57             |
| Canadá (Canadian Hot 100)      | 59             |